# الإمبراطورية المكسيكية الثانية
الإمبراطورية المكسيكية (بالإسبانية: Imperio Mexicano) أو الإمبراطورية المكسيكية الثانية (بالإسبانية: Segundo Imperio Mexicano) كان اسم المكسيك في ظل الملكية الوراثية الدستورية التي أعلنتها الجمعية المكسيكية للأعيان وفقًا لمصالح الإمبراطورية الفرنسية، وذلك خلال التدخل الفرنسي الثاني في المكسيك. أراد نابليون الثالث من فرنسا تأسيس حليف ملكي في الأمريكتين كقيد على القوة المتنامية للولايات المتحدة. اختير الأرشيدوق النمساوي فرديناند ماكسيميليان، من بيت هابسبورغ-لورين، الإمبراطور المكسيكي.
بتشجيع من النخبة المحافظة ذات النفوذ من الـ«هاسيندادوس» المكسيكيين، وبدعم من الفرنسيين، وكذلك من التيجان النمساوية والبلجيكية، حاول التدخل إنشاء نظام ملكي في المكسيك، حيث كان متبعًا وأدى وظيفته خلال الـ 300 عام من النيابة الملكية في إسبانيا الجديدة والمدى القصير للعهد الإمبراطوري المستقل للإمبراطور المكسيكي أغوستين الأول. على الرغم من ذلك، أدت المحاولة الفرنسية لتأسيس نظام ملكي إلى حرب أهلية في المكسيك، وخسر الإمبرياليون في نهاية المطاف فور انسحاب القوات الفرنسية من البلاد. انتهت الإمبراطورية في 19 يونيو 1867، مع إعدام الإمبراطور ماكسيميليان الأول من قبل حكومة الجمهورية المكسيكية المستعادة.

## تاريخ

### الملكية المكسيكية
ظهرت الملكية المكسيكية بالاقتران مع النضال من أجل الاستقلال. بعد غزو نابليون بونابرت لإسبانيا، اهتمت حركات الاستقلال الأولية في جميع أنحاء أمريكا اللاتينية بدعم فرديناند السابع المخلوع كملك شرعي عوضًا عن جوزيف بونابرت الذي وضعه نابليون كملك لإسبانيا. خلال الجريتو دي دولوريس (صرخة دولوريس)، حشد ميغيل هيدالغو كوستيلا مستمعيه لدعم فرديناند السابع ضد طبقات إسبانيا الجديدة الحاكمة التي يُزعم أنها كانت ستخون المكسيك والكاثوليكية لأجل الفرنسيين.
في حين أن تمرده كان فاشلًا، قاد أغوستين دي إتوربيدي حركة النصر المطلقة لأجل الاستقلال المكسيكي مع خطة إغوالا الخاصة به، والتي تضمنت قبولًا محددًا لوضع ملك أوروبي على العرش المكسيكي. بعد رفض العرض، اعتلى إتوربيدي نفسه العرش في انتفاضة ثكنات، وكان ذلك باعتراف من الكونغرس المكسيكي.
كان إتوربيدي في محاولاته للحكم استبداديًا بشكل متزايد، وفقد دعم الكونغرس، وأغلق المجلس التشريعي، مما أدى إلى تشويه سمعة الملكية حتى بين المحافظين، لكن الفكرة لم تختف. في عام 1838، كتب خوسيه ماريا جوتيريز إسترادا مقالًا ملكيًا أيد فيه فكرة ملك أوروبي شرعي يُدعى لحكم المكسيك. وُجِّهَ المنشور إلى الرئيس المحافظ أناستازيو بوستامانتي، الذي رفض الفكرة.

### دور فرنسا
متأثرًا بشدة بزوجته الإمبراطورة أوجيني، التي كانت على اتصال مع إسترادا المذكور سابقًا وزميله المكسيكي خوسيه هيدالغو، أصبح نابليون الثالث عازمًا على إحياء الملكية المكسيكية. قبل عام 1861، كان لينظر في الولايات المتحدة إلى أي تدخل في شؤون المكسيك من قبل القوى الأوروبية على أنه تحدٍ لمبدأ مونرو. في عام 1861، كانت الولايات المتحدة متورطة في صراعها الخاص، المتمثل في الحرب الأهلية الأمريكية، مما جعل حكومة الولايات المتحدة عاجزة عن التدخل. حصل نابليون أخيرًا على ذريعة عندما أعلن الرئيس المكسيكي بينيتو خواريز في يوليو عام 1861 تعليقًا لمدة عامين للديون المكسيكية لفرنسا وغيرها من البلاد. بتشجيع من الإمبراطورة أوجيني، التي اعتبرت نفسها بطلة الكنيسة الكاثوليكية في المكسيك، انتهز نابليون الثالث الوضع.
رأى نابليون الثالث الفرصة لجعل فرنسا التأثير التحديثي الأكبر في نصف الكرة الغربي، بالإضافة إلى تمكين البلاد من الاستيلاء على أسواق أمريكا الجنوبية. منحه مزيدًا من التشجيع أخوه غير الشقيق، دوق مورني، الذي كان أكبر حامل للسندات المكسيكية.
وصلت القوات الفرنسية في ديسمبر 1861، وبدأت العمليات العسكرية في أبريل 1862. انضم إليهم لاحقًا جنرالات مكسيكيون محافظون لم يهزموا بالكامل في حرب الإصلاح. بعد التصدي لقوة استكشافية صغيرة خاصة بتشارلز دي لورنسز في معركة بويبلا، أُرسِلت تعزيزات ووُضِعت تحت قيادة إيلي فوري. استُولي على العاصمة بحلول يونيو 1863 وسعى الفرنسيون بعد ذلك إلى إنشاء حكومة مكسيكية صديقة. عيّنت فوري لجنة مكونة من خمسة وثلاثين مكسيكيًا، وهي الجونتا سوبيريور (المجلس العسكري الأعلي)، وقد انتخبوا بعد ذلك ثلاثة مواطنين مكسيكيين للعمل كمسؤولين تنفيذيين للحكومة: خوان نيبوسيمو ألمونتي، وخوسيه ماريانو سالاس، وبيلاجيو أنطونيو دي لاباستيدا. في المقابل، اختارت تلك الحكومة الثلاثية مائتي وخمسة عشر مواطنًا مكسيكيًا انضموا إلى الجونتا سوبيريور ليشكلوا جمعية أعيان.
اجتمعت الجمعية في يوليو 1863، وقررت دعوة فرديناند ماكسيميليان ليكون إمبراطور المكسيك. تغير الثلاثي التنفيذي رسميًا إلى مجلس الوصاية للإمبراطورية المكسيكية. غادر وفد رسمي المكسيك ووصل إلى أوروبا في أكتوبر. قبل ماكسيميليان التاج رسميًا في 10 أبريل 1864، وأبحر إلى المكسيك، ووصل إلى فيراكروز في 28 مايو وإلى العاصمة في 12 يونيو.

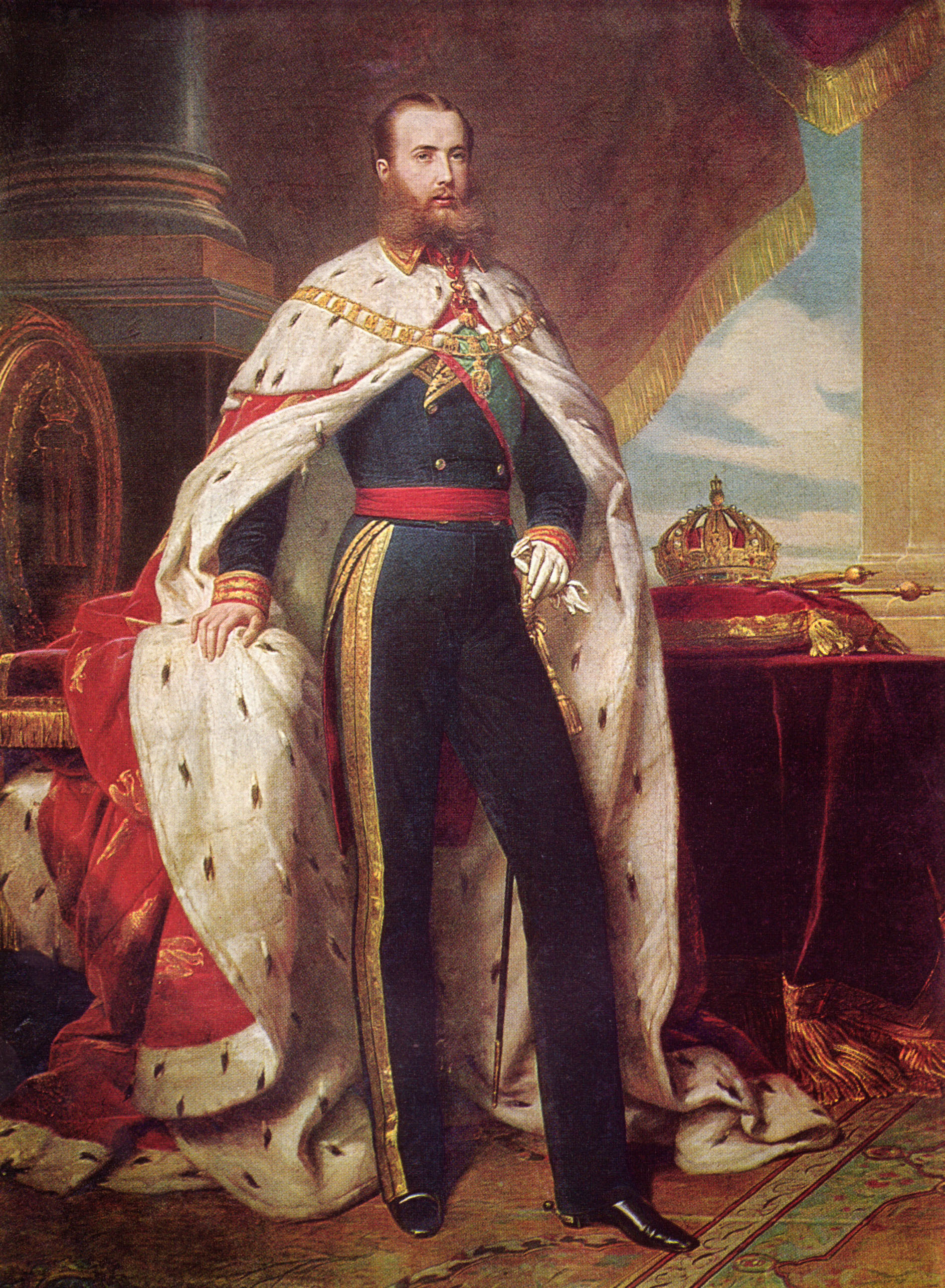
ماكسيميليان الأول ملك المكسيك، بريشة وينترهالتر، 1864. هذه الصورة معلقة في قلعة تشابولتيبيك.

### عهد ماكسيميليان
عند وصوله في صيف عام 1864، أعلن ماكسيميليان عفوًا سياسيًا لجميع الليبراليين الذين رغبوا في الانضمام إلى الإمبراطورية، وتمكنت جهود المصالحة خاصته في نهاية المطاف من الفوز بالليبراليين المعتدلين مثل خوسيه فرناندو راميريز وسانتياغو فيدوري. شملت أولوياته الأولى إصلاح وزاراته، وأيضًا إصلاح الجيش الإمبراطوري المكسيكي، والذي أُعيق من قبل بازان في محاولة لتعزيز السيطرة الفرنسية على الأمة.
في أغسطس، ذهب ماكسيميليان في رحلة عبر الدولة بينما حكمت كارلوتا كوصية، وزار خلالها كيريتارو، وغواناخواتو، وميتشواكان، وعقد جلسات عامة وزار المسؤولين، حتى أنه احتفل بالاستقلال المكسيكي من خلال إحياء ذكرى صرخة دولوريس، في المدينة الفعلية التي حدثت فيها.
في ديسمبر، وصل سفير باباوي من أجل ترتيب اتفاق مع الإمبراطورية لمراجعة قوانين الإصلاح التي أقرتها سابقًا الحكومة المكسيكية، والتي نصت على تأميم ممتلكات الكنيسة الكاثوليكية. أراد ماكسيميليان الحفاظ على الكاثوليكية كدين الدولة، ومع ذلك، فضل الاحتفاظ بقوانين الإصلاح كما هي، وأيضًا إدخال تسامح ديني، وهي تدابير خيبت أمل أنصاره من المحافظين ورجال الدين.

### الأعمال العدائية العسكرية
في أبريل 1865، انتهت الحرب الأهلية الأمريكية، وبينما كانت الحكومة الأمريكية مترددة في ذلك الوقت بشأن الدخول في صراع مع فرنسا لفرض مبدأ مونرو، ظل التعاطف الأمريكي الرسمي مع الرئيس المكسيكي المخلوع بينيتو خواريز. رفضت حكومة الولايات المتحدة الاعتراف بالإمبراطورية وتجاهلت أيضًا مراسلات ماكسيميليان. في ديسمبر، جرت موافقة على قرض أمريكي خاص بقيمة 30 مليون دولار لخواريز، وظل المتطوعون الأمريكيون ينضمون إلى القوات الجمهورية المكسيكية.
أدى تركز القوات الفرنسية في شمال المكسيك فقط إلى زيادة نشاط العصابات الجمهورية في الجنوب. في حين سيطرت القوات الفرنسية على المدن الكبرى، استمر مقاتلو العصابات في كونهم تهديدًا عسكريًا كبيرًا في الريف. في محاولة لمكافحة العنف المتزايد واعتقادًا بأن خواريز كان خارج الدولة بالفعل، وقع ماكسيميليان في أكتوبر على مرسوم خَوَّل المحكمة العسكرية وأعطى الإذن بإعدام أي شخص يُعثر عليه إما مساعدًا أو مشاركًا للعصابات. لم يكن هذا الإجراء القاسي غير مسبوق في التاريخ المكسيكي، بل كان يشبه إجراءًا اتخذه خواريز في عام 1862، ولكن ثبت أنه كان محتقرًا على نطاق واسع، وقد وُصِف بالمرسوم الأسود، وبأنه ساهم في تزايد عدم شعبية الإمبراطورية.

### سقوط الإمبراطورية
في يناير 1866، عندما رأى الحرب على أنها غير قابلة للنصر، أعلن نابليون للمجالس الفرنسية أنه نوى سحب الجيش الفرنسي من المكسيك. رُفِض طلب ماكسيميليان لمزيد من العون أو على الأقل تأخير في سحب القوات. وصلت كارلوتا إلى أوروبا في محاولة للدفاع عن قضية الإمبراطورية، لكنها لم تتمكن من كسب المزيد من الدعم. إن فشل مهمتها على ما يبدو قد دفعها إلى الجنون.
في أكتوب، نقل ماكسيميليان حكومته إلى اوريزابا، وشاع على نطاق واسع أنه سيترك البلاد. فكر في التنازل عن العرش، وفي 25 نوفمبر، عقد مجلسًا لوزراءه من أجل معالجة الأزمة التي تواجهها الإمبراطورية. صوتوا بفارق ضئيل ضد التنازل، وعاد ماكسيميليان إلى العاصمة. كان ينوي مناشدة الأمة من أجل عقد جمعية وطنية تقرر بعد ذلك شكل الحكومة التي ستتخذها الأمة المكسيكية. لكن، تطلب مثل هذا الإجراء وقفًا لإطلاق النار من خواريز، الذي لم يكن لديه نية في التنازل لمن اعتبره مغتصبًا للعرش.
عندما سقط مشروع الجمعية الوطنية، قرر ماكسيميليان التركيز على العمليات العسكرية، وفي فبراير، عندما كانت آخر القوات الفرنسية تغادر، توجه الإمبراطور إلى كيريتارو للانضمام إلى الجزء الأكبر من قواته المكسيكية الموالية، التي بلغ عددها نحو 10000 رجل. التقى الجنرالان الليبراليان أسكوبادو وكورونا في كيريتارو مع 40000 رجل، ومع ذلك صمدت المدينة حتى حدثت خيانة من قبل ضابط إمبراطوري فتح البوابات لليبراليين في 15 مايو.
قُبِض على ماكسيميليان وقُدِّم للمحاكمة مع جنرالاته الرائدين ميخيا وميرامون. حُكم على الجميع بالإعدام وأُعدموا في 19 يونيو.